# Estación de Walcourt
La estación de Walcourt es una estación de tren belga situada en Walcourt, en la provincia de Namur, región Valona.
Pertenece a la línea  de S-Trein Charleroi.

## Situación ferroviaria
La estación se encuentra en la línea 132 (Charleroi-Treignes).

## Historia
El 1 de julio de 2015, la ventanilla de la estación cerró, junto con las de otras muchas estaciones, lo que tuvo como consecuencia una supresión del personal y el anuncio de huelga por parte de los sindicatos.

## Intermodalidad
| Línea | Procedencia      | Parada        | Destino                       |
| ----- | ---------------- | ------------- | ----------------------------- |
| 111   | THUILLES Postes  | WALCOURT Gare | WALCOURT Gare                 |
| 132   | WALCOUR Gare     | WALCOURT Gare | PHILIPPEVILLE Rue de la Reine |
| 136   | SAINT-AUBIN Pont | WALCOURT Gare | FLORIENNES Gare d'autobus     |